# Dông Hà

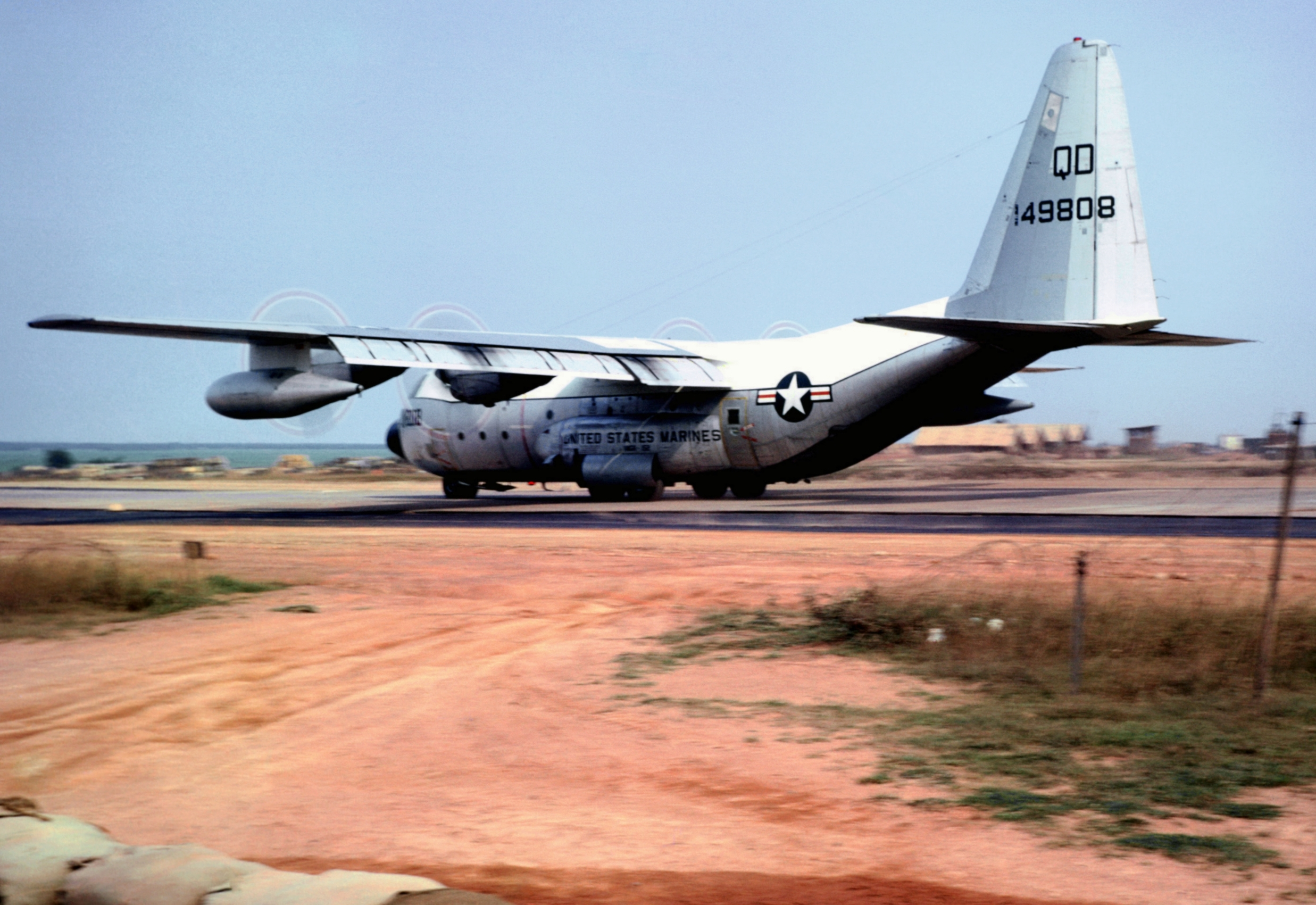
Un Lockheed C-130 Hercules sur l'aéroport de Dông Hà en 1967.

Dong Ha est le chef-lieu de la province de Quảng Trị. Cette ville est le centre administratif, commercial de la province. La ville est une base commerciale importante entre le Viêt Nam et le Laos. La superficie de la ville est de 72,96 km² pour une population de 82 046 habitants en 2005.